# Ahmed Rami (escritor)
Ahmed Rami (en árabe: أحمد رامي) (Tafraout, Marruecos, 12 de diciembre de 1946) es un exoficial de origen marroquí en el exilio en Suecia como un disidente político del régimen del rey Hassan II y fundador de Radio Islam.
Ahmed Rami fue acusado de ser cómplice en el golpe de Skhirat en julio de 1971 contra Hassan II con el fin de abolir la monarquía y establecer una república islámica. Ahmed Rami fue condenado a muerte, pero logró huir de Marruecos.
Radio Islam comenzó difusiones en 3 de marzo de 1987, y funcionó hasta 1992 en Estocolmo, Suecia. En mayo de 1996 la estación reanudó sus operaciones. Las emisiones de Radio Islam causaron un alboroto en Suecia. Incluso Elie Wiesel, ganador del Premio Nobel, se extendió el cierre de Radio Islam. Estas campañas se han llevado a juicio en contra de Radio Islam en 1990 y la condena de Ahmed Rami a seis meses de prisión.
Jan Bergman, profesor de historia de la religión en la Universidad de Uppsala, había testificado a favor de Ahmed Rami cuando fue llamado como testigo de la defensa en el juicio.